# Selen
Selen (Roma; 17 de diciembre de 1966) es el nombre artístico de Luce Caponegro, una actriz pornográfica italiana.

## Primeros años
Nacida en Roma, su padre fue un industrial de la industria petrolera. De pequeña asistió a cursos de canto, baile clásico y equitación. Después de dejar su hogar y casarse a la edad de 18, vivió en una comuna sin agua potable y calefacción hasta la edad de 21.

## Carrera como estrella del porno
A la edad de 20 tuvo su primera incursión en películas pornográficas realizando su primer video de sexo duro amateur titulado Orgia di compleanno dirigido por Cesare Geromine.
Su decisión de seguir una carrera en el mundo pornográfico fue guiada por un afán exhibicionista y en sus propias palabras por la pasión por el sexo y la necesidad de rebelarse contra la sociedad. Sus padres desaprobaron su carrera, la cual había sido fomentada por su marido.

### Directores
Selen ha protagonizado películas de conocidos directores italianos como Mario Salieri (Dracula, Sceneggiata napoletana, Concetta Licata), Silvio Bandinelli (Il rosso e il nero, Cuore di pietra) y Joe D'Amato (Selvaggia, Sahara, Selen regina degli elefanti). Otra conocida película en la que asumió el papel del título fue Cindy, de Luca Damiano. Además, ella ha dirigido o codirigido películas en las que ha participado.

### Escenas de sexo
Su repertorio incluye sexo anal, bukkake y doble penetración aunque no es principalmente reconocida como una especialista en esas técnicas. Sus escenas eróticas se centran en sexo vaginal y oral, donde demuestra su capacidad para la garganta profunda, normalmente culminando en una eyaculación facial. Como en otras películas heterosexuales, los coprotagonistas de Selen no utilizan condones cuando la penetran. Principalmente actúa con uno o, a veces, dos compañeros a la vez, aunque también ha participado en escenas lésbicas o ella sola.

## Filmografía
- Scandalose di Roma
- Alcuni cazzi fa
- Drácula
- Cindy
- Le regina degli elefanti
- Selen contro Eva. La sfida
- Eva e Selen la supersfida
- Eva e Selen il duello
- Ckp
- Eros e Thanatos
- Flesh
- Zora la vampira
- Made Italy
- Conte immorale
- Scacco alla regina
- Cappuccetto Rosso
- Selen in... così come piace a me
- Selen dalla testa ai piedi
- A.A.A. Selen cercasi
- La saga di Concetta Licata
- Gli uomini preferiscono Selen
- Sahara
- Amanti
- Sempre nel culo
- Sogna dolce Selen
- Il símbolo del peccato
- Le insaziabili
- Adolescenza perversa
- B.B. e il cormorano
- Rosso e nero
- Sceneggiata napoletana
- Scuole superiori
- Selen l'idolo del piacere
- Selvaggia
- Selen live
- Selen 8mm
- Selen nell'isola del tesoro
- Selen puledra in calore
- Cuore di pietra
- Consigli per gli acquisti
- I sogni di Selen
- Desiderando Selen
- Colpi di pennello
- La clínica della vergogna
- Millennium
- Schizzami tutta!
- Più di un autógrafo
- Solo per i tuoi occhi
- Rotture vaginali
- I desideri di Carla
- Belle Chiappette 8
- Superdoppie!

## Vida personal
El 7 de julio de 2012 se casa con su novio, el terapeuta Toni Putortì después de haberse confirmado.
En la actualidad Selen recorre toda Italia como DJ y ha manifestado su deseo de abrir un salón de belleza en su ciudad.